# Перепелиця Григорій Миколайович
Перепелиця Григорій Миколайович (нар.13.08.1953) — український політолог, конфліктолог-міжнародник, директор Інституту зовнішньополітичних досліджень. Доктор політичних наук, професор КНУ, капітан 1 рангу у відставці. Дійсний член (академік) Української академії геополітики та геостратегії (2024).

## Біографічні дані
Народився 13 серпня 1953 року в селі Зайці Котелевського району на Полтавщині.
У 1976 році закінчив Київське вище військово-морське політичне училище. Службу проходив на Тихоокеанському флоті. Після закінчення у 1984 році Військово-політичної академії імені В. І. Леніна в Москві — на викладацькій роботі в Київському вищому військово-морському училищі.
У 1990 році захистив кандидатську дисертацію. Стажувався у США (1994). Працював в аналітичних групах Генерального штабу Збройних сил України. Капітан 1 рангу.
З 1995 року — начальник відділу воєнної політики Національного інституту стратегічних досліджень України. В 1996 році захистив докторську дисертацію в Інституті держави і права НАН України на тему: «Воєнно-політичний конфлікт: методологія дослідження та врегулювання». З 2003 року — заступник директора Національного інституту стратегічних досліджень.
З 2006 року — професор кафедри міжнародних відносин та зовнішньої політики Київського інституту міжнародних відносин. Завідувач кафедри європейської інтеграції Дипломатичної академії при МЗС України, директор Інституту зовнішньої політики.
Автор понад 120 наукових праць. Підготував 9 кандидатів наук.

## Праці
- Г. М. Перепелиця. Конфлікти в посткомуністичній Європі. (Національний ін-т стратегічних досліджень — Воєнна безпека; Вип.8). — Київ : ПЦ «Фоліант», 2003. — 431 с. Бібліогр. ISBN 9665540645
- Г. М. Перепелиця Україна та архітектура європейської безпеки: виклики та ризики в Європі після закінчення «холодної війни» / Реформування Збройних Сил України: пріоритети, передумови та перспективи. — За матеріалами міжнародних семінарів «Реформування Збройних Сил України. Потреба у змінах» (Київ, 14-15 лютого 2000 р.) та «Відносини між збройними силами, суспільством та державою» (Київ, 22-23 червня 2000 р.) — К., 2001.

- Г. М. Перепелиця. Міжнародні відносини та зовнішня політика (1980–2000). Підручник. — К.: Либідь, 2000.
- Г. М. Перепелиця. Роль України у формуванні нової панєвропейської архітектури безпеки: Тези доповіді / Матеріали міжнародної наукової конференції «Ялта — 2000. Роль Європи в ХХІ столітті». — Ялта, 2000.
- Г. М. Перепелиця. Україна і НАТО: перспективи співробітництва // Національна безпека та оборона. — 2000. — № 8.
- Г. М. Перепелиця. Вступ до НАТО як результат євроатлантичного вибору України // Економічний часопис. — К.: Інститут трансформації суспільства. — 2001. — № 6.
- Г. М. Перепелиця. Модель НАТО і українська перспектива // Економічний часопис ХХІ — (Україна — шлях до НАТО) — 2002. — № 7-8.
- G. Perepelitsa. Problems of Ukraine's Military Integration into Europian Security Structures. — Ukraine and Europian Security. — St. Martin's Press, Inc — USA — 1999
- G. Perepelitsa. Ukraine in the «Partnership for Peace» Program //Defence Studies, # 42. — Institute for Strategic and Defence Studies, Budapest — NATO Membership and the PfP: Cooperation between Hungary and Its Neighbors — Budapest, 2000